# 5598 Carlmurray
5598 Carlmurray (1991 PN18) là một tiểu hành tinh vành đai chính được phát hiện ngày 8 tháng 8 năm 1991 bởi Holt, H. E. ở Palomar.